# سیارک ۲۵۱۴۲
سیارک ۲۵۱۴۲ (به انگلیسی: 25142 Hopf، نامگذاری:1998SA28) بیست و پنج هزار و صد و چهل و دومین سیارک کشف شده‌است که در ۲۶ سپتامبر ۱۹۹۸ کشف شد.
قدر مطلق سیارک برابر ۱۹.۵ است.